# Illoy Ier
 (décembre 2020).
Si vous disposez d'ouvrages ou d'articles de référence ou si vous connaissez des sites web de qualité traitant du thème abordé ici, merci de compléter l'article en donnant les références utiles à sa vérifiabilité et en les liant à la section « Notes et références ».

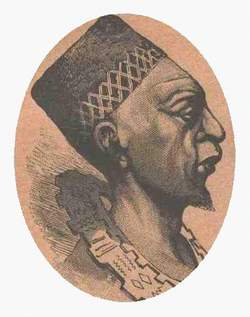

Illoy Loubath Imoumba Ier, Makoko de Mbé, est le chef de la tribu téké de Mbé et le roi des Tékés (peuple du Gabon, de la République du Congo et de la République démocratique du Congo). Makoko est le titre donné au chef, le plus souvent un patriarche.
En 1880, le Makoko de Mbé place son royaume sous la protection de la France en signant un traité avec Pierre Savorgnan de Brazza, dit « traité Makoko ». Le Makoko, poussé par des intérêts commerciaux et par la possibilité d'affaiblir ses rivaux, signe le traité et permet un établissement français à Nkuna sur la rive droite du fleuve Congo ; l'endroit deviendra Brazzaville. Un an plus tard, le chef téké des tribus de la rive gauche, Ngaliema, signe le « traité de l'amitié » avec Henry Morton Stanley, ne se considérant plus soumis au Makoko de Mbé. Il place ainsi la rive droite du fleuve sous la protection de l'Association internationale africaine.
Ngalifourou, son épouse, lui succéde.